# Libor Hroza
Libor Hroza (Děčín, Checoslovaquia, 30 de mayo de 1987) es un deportista checo que compitió en escalada, especialista en la prueba de velocidad.
Ganó una medalla de plata en el Campeonato Mundial de Escalada de 2012 y tres medallas en el Campeonato Europeo de Escalada entre los años 2010 y 2015.

## Palmarés internacional
| Campeonato Mundial | Campeonato Mundial | Campeonato Mundial | Campeonato Mundial |
| Año                | Lugar              | Medalla            | Prueba             |
| ------------------ | ------------------ | ------------------ | ------------------ |
| 2012               | París (Francia)    | Medalla de plata   | Velocidad          |
| Campeonato Europeo |                    |                    |                    |
| Año                | Lugar              | Medalla            | Prueba             |
| 2010               | Imst (Austria)     | Medalla de bronce  | Velocidad          |
| 2013               | Chamonix (Francia) | Medalla de oro     | Velocidad          |
| 2015               | Chamonix (Francia) | Medalla de oro     | Velocidad          |